# Есильский район (Северо-Казахстанская область)
Еси́льский район (каз. Есіл ауданы) — район Северо-Казахстанской области Казахстана.
Административный центр — село Явленка — расположено на правобережье реки Ишим и южном берегу озера Мусино. Расстояние до областного центра — 74 км.
Территория района равна 5,14 тыс. км². В районе 16 сельских округов, 60 сельских населенных пунктов.
Район находится в лесостепной зоне. На территории района протекает река Ишим (110 км), на которой сооружены плотина и Есильское водохранилище. Водное зеркало озёр района превышает 7 тыс. га. Самым крупным озером является Большой Тарангул.
Рельеф территории равнинный, почвы чернозёмные, встречаются солонцовые участки.

## История
Образован в составе Кызылжарского (Петропавловского) округа Казахской АССР 3 сентября 1928 года как Ленинский район. 10 марта 1932 года вошёл в состав новообразованной Карагандинской области, а 29 июля 1936 года в числе 25 районов — в состав выделенной из неё Северо-Казахстанской области. 18 апреля 1997 года после объединения с Московским районом (центр — село Корнеевка) новый район получил название Есильский.

## Административное деление
1. Явленский сельский округ
2. Алматинский сельский округ
3. Амангельдинский сельский округ
4. Бескудукский сельский округ
5. Булакский сельский округ
6. Волошинский сельский округ
7. Заградовский сельский округ
8. Заречный сельский округ
9. Ильинский сельский округ
10. Корнеевский сельский округ
11. Николаевский сельский округ
12. Петровский сельский округ
13. Покровский сельский округ
14. Спасовский сельский округ
15. Тарангульский сельский округ
16. Ясновский сельский округ

## Население
Население района составляет 22 356 человек (на начало 2019 года). Плотность населения составляет 6,4 чел./км².
Национальный состав (на начало 2019 года):
- русские — 12 107 чел. (54,16 %)
- казахи — 8654 чел. (38,71 %)
- немцы — 634 чел. (2,84 %)
- украинцы — 371 чел. (1,66 %)
- татары — 109 чел. (0,49 %)
- поляки — 127 чел. (0,57 %)
- белорусы — 61 чел. (0,27 %)
- чуваши — 43 чел. (0,19 %)
- армяне — 47 чел. (0,21 %)
- другие — 203 чел. (0,91 %)
- Всего — 22 356 чел. (100,00 %)

## Известные личности
- Тургунов Байман Тургунович (1927—1986) — Герой Социалистического Труда.